# 江戸三鮨
江戸三鮨（えどさんすし）とは、寿司の文化が花開いた江戸時代に江戸で名物として謳われた毛抜鮓（けぬきすし）、与兵衛寿司（よへえすし、旧字体：與兵衞壽司）、松が鮨（まつがすし）のこと。「鮓」「鮨」「寿司」「すし」の表記には揺れがある。

## 毛抜鮓
元禄15年（1702年）に初代松崎喜右衛門が竈河岸（へっついがし、現在の日本橋人形町二丁目付近）で創業。今日主流の握り寿司や巻き寿司に比べて歴史が古く、それ以前の押し鮓や馴れ鮓の形態を色濃く残している。
笹の葉で巻いた押し鮓の一種で、保存食とするため飯を強めの酢でしめてあるのが特徴である。寿司だねも先ず塩漬けで1日、次に酸味の強い酢（一番酢）で1日、そして酸味の弱い酢（二番酢）で3日から4日も漬ける。これをひとくち大に切ったものを酢飯の上に乗せ、殺菌作用のある笹で圧しながら巻いて空気を抜くことで、さらに保存性を高めている。このように毛抜鮓は調理するのに大変な手間と時間がかかる高級品だったため、当時は大名の藩邸や大身旗本の屋敷などからの進物品としての注文が主だった。後代になって調理がより簡略化された握り寿司が現れると、従前との対比でそれは「早ずし」と呼ばれて庶民から有りがたれるほどだった。
屋号の「毛抜」の由来には諸説あり、 毛抜きを使って丁寧に寿司だねの魚の骨を抜いていたことから命名されたというのが最も一般的だが、色気抜きで食欲をそそるほど美味いことから転じて、「色気抜き」の色が外れて「気抜き」に「毛抜き」の字が宛てられたとする説もある。また上方の狂言作者・西沢一鳳が江戸浅草に滞在中に執筆した嘉永3年（1850年）刊の随筆『皇都午睡』（みやこのひるね）には、毛抜きは物をよくくわえてつかむものであり、そこから転じて人々がよく食うすしであるという謎かけであるとしている。
平成26年（2014年）現在でも十二代目松崎喜右衛門が「笹巻けぬきすし総本店」として千代田区神田小川町で営業を続けている老舗である。

## 与兵衛寿司
文政7年（1824年）に両国尾上町（東両国）回向院前に小泉与兵衛が華屋の屋号で創業、大繁盛した。すしにワサビを使ったのはこの華屋与兵衛が最初なので、一般には与兵衛寿司が握り寿司の嚆矢とみなされている。華屋の流れを汲む両国与兵衛寿司は維新後も明治から大正にかけて営業していたが、関東大震災以後没落し、昭和5年（1930年）に閉店している。
今日の和風レストランチェーン・華屋与兵衛とはまったく関係が無い。

## 松が鮨
文政13年（1830年）、深川の安宅六間堀（現在の新大橋近く）に堺屋松五郎が創業。地名から安宅の鮓（あたかのすし）とも呼ばれた。玉子は金の如く、魚は水晶のようだと、その華麗な色彩感がたちまち評判となり、権家の進物品として引っ張りだことなった。やがて江戸中で最も贅沢な寿司であると謳われるようになり、そのあまりの贅沢ぶりから天保の改革で水野忠邦の発した倹約令に触れて、与兵衛寿司とともに処罰を受けている。
「松ヶ鮓一分ぺろりと猫がくひ」などと当時の川柳にも詠まれているほか、歌川国芳による大判錦絵「縞揃女弁慶 松の鮨」にも握り寿司と押し鮓が描かれている。
江戸時代後期の国学者で考証学者でもある喜多村筠庭が、諸書から江戸の社会風俗全般の記事を集めて類別した文政13年刊の随筆集『嬉遊笑覧』（きゆうしょうらん）には、握り寿司の考案者は華屋与兵衛ではなく堺屋松五郎だとしている。